# Julius Wilser
Julius Ludwig Wilser (* 23. März 1888 in Wehr; † 6. Februar 1949 in Heidelberg) war ein deutscher Geologe und Hochschullehrer.

## Leben
Julius Wilser legte nach seinem Abitur 1907 am Humanistischen Gymnasium in Karlsruhe von 1907 bis 1908 den Wehrdienst als Einjährig-Freiwilliger beim 3. Badischen Feldartillerieregiment 50 in Karlsruhe ab. Von 1908 bis 1913 studierte er Naturwissenschaften und Philosophie, Geologie, Paläontologie und Mineralogie an den Universitäten in Heidelberg, München, Berlin und Freiburg i. Br. In Heidelberg wurde er Mitglied der Verbindung Rupertia.
Von 1912 bis 1925 war er Assistent am Geologisch-Paläontologischen Institut Freiburg. Er promovierte 1913 an der Universität Freiburg im Fach Geologie bei Wilhelm Deecke mit einer Arbeit über die Rheintalflexur zwischen Lörrach und Kandern und habilitierte sich 1921 mit der Arbeit „Grundriss der angewandten Geologie unter Berücksichtigung der Kriegserfahrungen für Geologen u. Techniker“ ebenda. Von 1914 bis 1915 war er im Ersten Weltkrieg als Kriegsgeologe mit Schwerpunkt Trinkwasserversorgung und Talsperrenbau tätig. Von 1915 bis 1917 lag er nach einer schweren Erkrankung im Lazarett. Von 1917 bis 1918 war er im Großen Hauptquartier als Kriegsgeologe tätig. 1924 wurde er zum außerordentlichen Professor berufen. In den Jahren 1924 bis 1926 unternahm er geologische Exkursionen in den Kaukasus und nach Nordafrika sowie 1925, 1926 und 1929 rund um das Schwarze Meer. Von 1933 bis 1934 war er Kanzler der Universität Freiburg (berufen durch Martin Heidegger) und 1934 erhielt er die Professur für Geologie und Paläontologie an der Universität Heidelberg, nachdem zuvor im Zuge der „Säuberung“ der Hochschulen vom „Jüdischen Geist“ Wilhelm Salomon-Calvi von der Hochschulleitung „nahegelegt“ wurde, zurückzutreten. Von 1939 bis 1945 war er im Zweiten Weltkrieg als Wehrgeologe in Italien, Griechenland und Frankreich tätig. Er war überzeugter Nationalsozialist (Zitat: „Die deutschen Beamten sind eine Kampfgemeinschaft für Adolf Hitler“), NSDAP-Mitglied im Gau Baden, Antisemit und als vom Badischen Kultusministerium in Karlsruhe 1939 bestimmter Gutachter einer der Hauptakteure der Affäre Max Pfannenstiel. Nach dem Ende des Zweiten Weltkriegs durfte er nicht mehr auf seinen Lehrstuhl in Heidelberg zurückkehren und wurde 1945 vom Dienst suspendiert. Seit 1935 war er Mitglied der Heidelberger Akademie der Wissenschaften.
Julius Wilser war seit 1916 verheiratet mit Wilhelma Wilser, geborene Ludowici, mit der er drei Söhne und eine Tochter hatte.

## Schriften
- Die Rheintalflexur nordöstlich von Basel zwischen Lörrach und Kandern und ihr Hinterland: Mit einer geol. Karte auf Taf. XIV. In: Mitteilungen d.Großh.Badischen Geol.Landesanst. Bd. 7,2. Heidelberg (Winter) 1914, S. 485–639.
- Grundriss der angewandten Geologie unter Berücksichtigung der Kriegserfahrungen für Geologen u. Techniker von Julius Ludwig Wilser, VIII, 176 S., Borntraeger, Berlin 1921.
- Pygopterus Crecelii n. sp. aus dem oberen Buntsandstein bei Karlsruhe i B. In: Bericht der Naturforschenden Gesellschaft zu Freiburg i. Br., 23, 1923, S. 68–78.